# ليون لي دورسي
ليون لي دورسي (بالإنجليزية: Leon Lee Dorsey)‏ هو عازف جاز أمريكي، ولد في 12 مارس 1958.

## وصلات خارجية
- ليون لي دورسي على موقع ميوزك برينز (الإنجليزية)
- ليون لي دورسي على موقع أول ميوزيك (الإنجليزية)